# Downhill (film 2020)
Downhill è un film statunitense del 2020 diretto da Nat Faxon e Jim Rash.
Il film è un remake statunitense del film svedese Forza maggiore, diretto nel 2014 da Ruben Östlund.

## Trama
Una famiglia statunitense è in vacanza sulle Alpi, quando, durante un pranzo su una terrazza di un ristorante, una valanga rischia di travolgerli. La madre istintivamente cerca proteggere i figli mentre il padre altrettanto istintivamente fugge via, pensando solo a se stesso. Dopo il pericolo scampato le dinamiche familiari non saranno più le stesse.

## Produzione

### Cast
Fanno parte del cast principale Julia Louis-Dreyfus, Will Ferrell, Miranda Otto, Zoë Chao e Zach Woods. Kristofer Hivju riprende il ruolo aveva già interpretato nel film del 2014, mentre Ruben Östlund figura tra i produttori esecutivi.

### Luoghi delle riprese
Le riprese sono state effettuate in Austria, a e nei dintorni Ischgl, Fiss e Vienna.

## Distribuzione
Il film è stato presentato in anteprima il 26 gennaio al Sundance Film Festival 2020. È stato poi distribuito nelle sale cinematografiche statunitensi il 14 febbraio 2020 da Fox Searchlight Pictures.